# 해주 판씨
해주 판씨(海州判氏)는 황해남도 해주시를 본관으로 하는 한국의 성씨이다.

## 역사
해주판씨(海州判氏)의 선조는 고려 말 왕을 보필하는 관직에 있었으나 반역의 누명을 쓰고 강화도 근처의 섬으로 유배 가던 중, 배가 파선되어 표류하다 한강 하류 밤섬에 표착해 정착하게 되었다고 하나, 정확한 기록은 전하지 않는다.
서울 노원구 월계동에 살고 있는 판영호(判榮鎬)의 증언에 의하면 당시 마포구 율도동(栗島洞, 밤섬)에 살고 있었던 종손 판봉석(判鳳石)이 대대로 전해오던 보첩(譜牒)을 보관하다가 1925년 대홍수로 밤섬 전역이 침수되었을 때 유실되었다고 한다. 그 후 1967년도에 밤섬에 살고 있었던 후손들은 정부시책에 따라 마포구 와우산 중턱에 옮겨 살다가 점차 전국 각처로 이주했다고 한다. 근대에 와서 처음 밤섬에 정착했던 선조로 판해율(判海栗)을 존모(尊慕)한다.

## 인물
- 판유걸 : 배우